# 長井展光
長井 展光（ながい のぶみつ、1959年4月7日 - ）は、毎日放送に所属していた元アナウンサー、放送記者。

## 来歴
同志社香里高等学校を経て同志社大学を卒業後、1983年に毎日放送に入社。アナウンサー時代は『MBSヤングタウン』（火曜日…嘉門達夫、河合奈保子と共演）や『あどりぶランド』などを担当した。1987年より報道に転じ、デスクやマニラ支局長などを務める。
1998年からメディア関係の仕事に移り、2011年の地上放送デジタル化に向けた広報活動を担当した。「近畿広域地上デジタル放送推進協議会広報部会長として、デジアナ変換サービスの円滑な終了に多大な貢献」をした功績により、2015年に平成27年度の「電波の日」近畿総合通信局長表彰を受けている。
2013年当時は放送経営戦略室チーフプロデューサーの職にあった。2014年5月より経営戦略室エグゼクティブとなる。2020年時点ではシニアスタッフとして役員室に所属し『あどりぶラヂオ』や『森たけしのスカタンラジオ』に出演することがあった。
大の鉄道ファンであり、先述『スカタンラジオ』（パーソナリティの森たけしは在阪局アナウンサーの同期）では、助役の斉藤雪乃の「鉄友」（鉄道友達とテツandトモとを掛けた造語）として17時台前半の「雪乃の館」にゲスト出演（2023年8月8日、11月21日、2024年4月30日）。シニアスタッフとしての最終出勤日となった2024年4月出演時は同コーナーから番組エンディングまで出演し、盛大に送り出された。
放送以外の仕事としては、MBS在籍中から母校の系列校である同志社女子大学で講師を務めている。

## 著書（共著）
- 黒田勇（編）『送り手のメディアリテラシー 地域からみた放送の現在』世界思想社、2005年（寄稿者の一人）